# Attofísica
La attofísica o attociencia es la rama de la física que tiene como objeto conseguir resoluciones temporales menores que 10-18 segundos. Igual que cuando se llegó a la escala de femtosegundos la dinámica de las reacciones químicas fue descifrada y apareció una nueva especialidad de la química conocida como Femtoquímica, la escala de las decenas de femtosegundos es la adecuada para estudiar átomos/iones que forman una molécula. La escala de decenas de attosegundos es la adecuada para estudiar dinámica de electrones,  lo que nos daría información relevante sobre la dinámica de electrones atómicos, moleculares, sólidos y plasmas.